# Pheia dosithea
Pheia dosithea är en fjärilsart som beskrevs av William Schaus 1924. Pheia dosithea ingår i släktet Pheia och familjen björnspinnare. Inga underarter finns listade i Catalogue of Life.